# Catalão
Catalão est une cité brésilienne de l'État de Goiás. Sa population estimée en 2013 était de 94 896 habitants (IBGE).

## Maires
| Période | Période | Identité     | Étiquette | Qualité |
| ------- | ------- | ------------ | --------- | ------- |
| 2009    | 2012    | Velomar Rios | PMDB      |         |

## Sport
La ville dispose de son propre stade, le Stade Genervino da Fonseca, qui accueille la principale équipe de football de la ville, le Clube Recreativo e Atlético Catalano.

## Notes et références

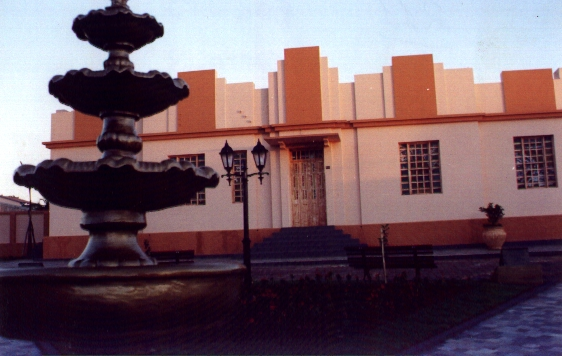
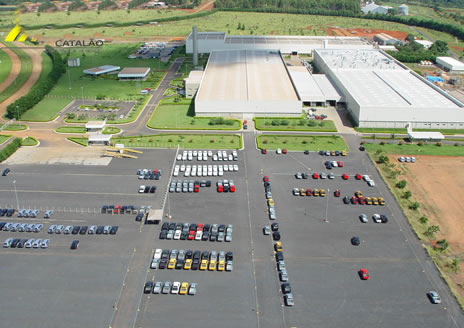
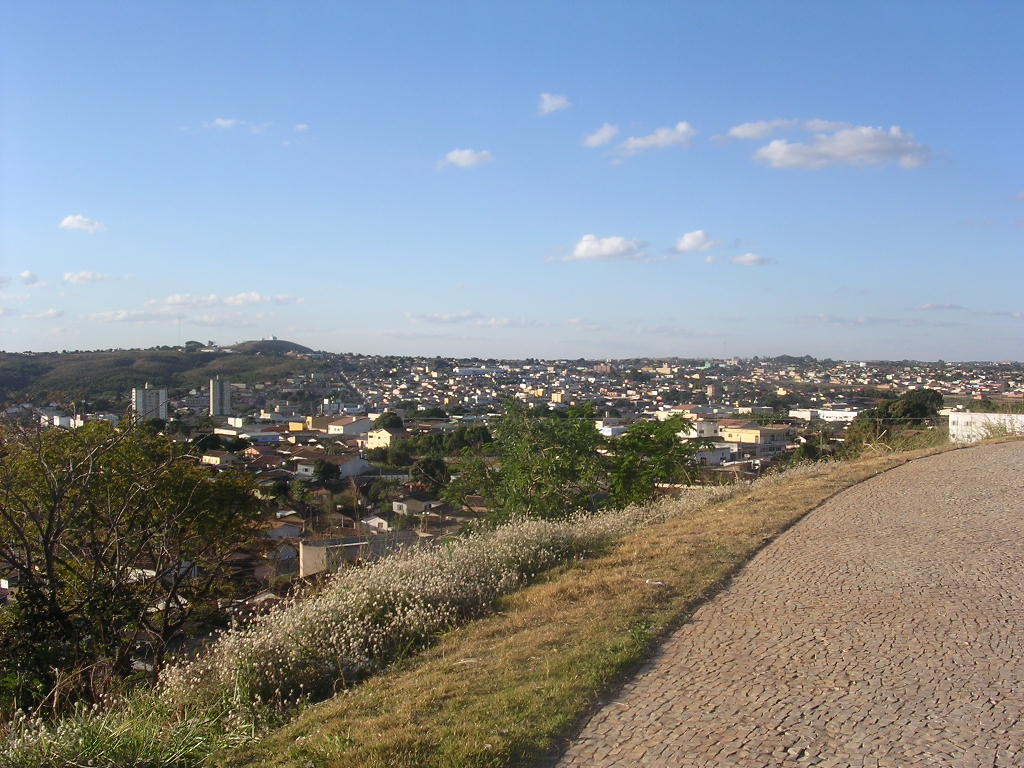
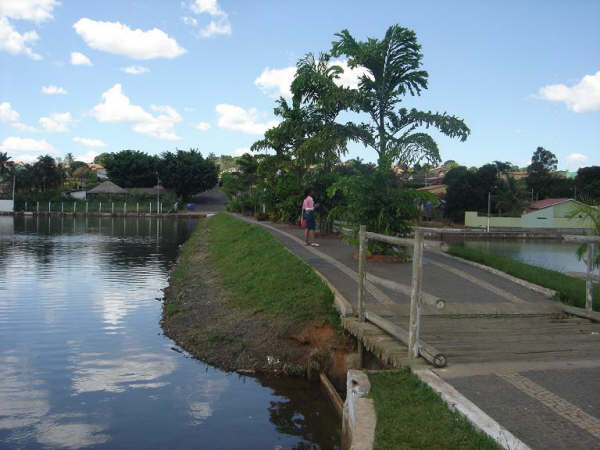